# جمعية فتيات كشافة روسيا
جمعية فتيات كشافة روسيا (بالروسية: Российская Ассоциация девочек-скаутов) هي منظمة توجيهية وطنية في روسيا. حركة المرشدات بدأت في روسيا في 1910 ضمن مجموعة الكشافة وإنتهت في عقد 1920. تم إعادة تشكيلها مره أخرى في عام 1990 كجزء من إتحاد كشاف روسيا ونشكلت جمعية مستقلة في عام 1994. أصبحت منظمة عضوا منتسبا الجمعية العالمية للمرشدات وفتيات الكشافة في عام 1999 وعضوا كاملا في عام 2008. الجمعية للفتيات فقط ولديها 1158 عضوة (اعتبارا من 1998).